# 좋은사람 (2003년 드라마)
《좋은사람》은 2003년 8월 27일부터 2003년 10월 16일까지 방영된 MBC 수목 드라마이다.

## 기획 의도
| “ | 이 드라마는 가진 것도 없고, 머리도 그저그렇고, 잘난 것도 아니고 그렇다고 빽이 있나, 가정환경이 받쳐주나, 그저 타고 태어난 깡 하나와 건강한 몸으로 이 세상을 살아가는 날나리 삼류건달. 그가 사회 정의와 질서를 수호하는 경찰이 된다. 어린시절부터 법과 질서, 정의의 반대편에서 자라난 한 남자가 자신을 둘러싼 모든 태생적인 악조건을 극복하고 시민을 보호하고 법을 수호하는 경찰로서 거듭나는 인간 승리의 드라마를 그려보고자 한다. 군부시절 독재앞잡이라는 불명예 때문인지 민주경찰로 다시 태어난 이래 경찰의 위상은 가여울 정도로 바닥에 떨어지고 말았다. 위급할 때 가장 먼저 찾는 게 경찰이면서도 정작 경찰들은 자신들이 하고 있는 일에 대한 정당한 평가조차 받지 못하고 있는 게 사실이다. 이제는 다시 한번 달라져야 할 때다. 짭새나 봉으로 불리는 경찰이 아닌, 사천오백만 국민들을 수호하며 범죄와 싸워나가는 당당하고 멋진, 그리고 새로운 21세기 경찰상을 만들어보고자 한다. | ” |

## 등장 인물

### 주요 인물
- 신하균 : 박준필(한기영) 역
- 조한선 : 강태평(박준필) 역
- 한지민 : 오순정 역
- 소유진 : 신지우 역

### 그 외 인물
- 유민 : 유진 역
- 박인환 : 오동철 역 - 순정의 아버지
- 손병호 : 백상어(백상호) 역
- 박광정 : 이대로 역
- 김청 : 장윤자 역 - 지우의 어머니
- 이대연 : 최 신부 역 - 고아를 돌봄. 박준필에게 태평이란 이름을 지어줌.
- 명계남 : 한태만 역 - 흑단파의 창시자이자 기영의 친부
- 안석환 : 구상진 역 - 태만의 오른팔이자 기영의 아재
- 기주봉 : 박일우 역 - 의리있고 정의감 투철한 형사, 준필의 친부
- 김여진 : 준필의 친모 역 - 박일우의 아내
- 이종수 : 변봉두 역 - 태평의 유일한 친구
- 최덕문 : 나종팔 역 - 구상진의 부하 조직원
- 양택조 : 경찰서장 역
- 김태연

## 참고 사항
- 변봉두 역은 당초 김승현이 낙점됐으나 개인적인 사정 때문에 이종수가 대타로 들어갔다.[2]
- 김세아는 검사 최연희 역으로 등장했지만 역할 자체가 리얼리티를 반감시킨다는 제작진의 판단에 따라 드라마에서 중도 하차했다.[3]